# Андерссон, Юхан
Ю́хан А́ндерссон (швед. Johan Andersson; род. 28 августа 1974, Стокгольм) — шведский геймдизайнер и менеджер студии Paradox Development Studio.
Перед работой в Paradox, был сотрудником Funcom, где работал программистом игр для Sega Genesis, таких как Nightmare Circus и NBA Hangtime. Несмотря на то, что Юхан начал карьеру с программиста, позже, уже в Paradox Development Studio он стал дизайнером и продюсером, работая над играми жанра глобальная стратегия, таких как Hearts of Iron III, Crusader Kings II, Europa Universalis IV, и Stellaris.